# جی‌تی‌ای ۶
جی‌تی‌ای ۶ یا اتومبیل‌دزدی بزرگ ۶ (به انگلیسی: Grand Theft Auto VI) (کوتاه‌نوشت انگلیسی: GTA VI) یک بازی ویدئویی است که به‌وسیلهٔ راک‌استار گیمز در حال توسعه است. این بازی قرار است هشتمین عنوان اصلی در اتومبیل‌دزدی بزرگ پس از اتومبیل‌دزدی بزرگ ۵ (۲۰۱۳) و به‌طور کلی شانزدهمین بازی در این مجموعه باشد. داستان بازی در یک جهان باز — ایالت تخیلی لئونیدا (بر پایه فلوریدا) — و وایس سیتی (با الگوگیری از میامی) جریان دارد. انتظار می‌رود داستان آن به زندگی دو جنایتکار، یعنی لوسیا کومینوز و جیسون دُوال بپردازد.
در پی سال‌ها گمانه‌زنی و افشاگری، راک‌استار در فوریهٔ ۲۰۲۲ تأیید کرد که این بازی در حال توسعه بود. تصاویری از نسخه‌های نیمه‌کار در سپتامبر همان سال به‌صورت آنلاین افشا شد که روزنامه‌نگاران آن را یکی از بزرگ‌ترین افشاگری‌ها در صنعت بازی ویدئویی توصیف کردند. این بازی به‌طور رسمی در دسامبر ۲۰۲۳ معرفی شد. در ابتدا قرار بود که در سال ۲۰۲۵ عرضه شود، اما تاریخ انتشار آن به ۲۶ مه ۲۰۲۶ موکول شد و قرار است برای پلی‌استیشن ۵ و ایکس‌باکس سری اکس/اس در دسترس باشد.

## محیط و شخصیت‌ها
اتومبیل‌دزدی بزرگ ۶ یک بازی اکشن-ماجراجویی است که در جهان باز رخ می‌دهد. داستان آن در ایالت تخیلی لئونیدا جریان دارد که مبتنی بر فلوریدا است و شامل وایس سیتی، شهری با الهام از میامی، می‌شود. همچنین مناطق مختلفی مانند پورت گلهرن، گرسریورز و لئونیدا کیز، که به ترتیب بر اساس کی وست، اورگلیدز و فلوریدا کیز ساخته شده‌اند، در این بازی حضور دارند. دیگر مکان‌های بازی شامل امبروزیا و پارک ملی کوهستان کالاگا می‌شوند. دنیای بازی فرهنگ معاصر آمریکا را به شکل نقیضه و با تصاویری نکوهش‌آمیز از رسانه‌های اجتماعی و فرهنگ اینفلوئنسر به نمایش می‌گذارد و به میم‌های اینترنتی مانند فلوریدا من نیز اشاره دارد.
داستان بازی دربارهٔ یک زوج مجرم است: جیسون دُوال، که پس از دوران خدمت در ارتش برای قاچاقچیان محلی مواد مخدر کار می‌کرد؛ و لوسیا کومینوز (نخستین شخصیت زن غیرقابل‌حذف در این مجموعه) که پس از دفاع از خانواده‌اش در لیبرتی سیتی، در زندان لئونیدا گرفتار شد. به‌دنبال سرقت ناموفق از بانک، آن‌ها با یک توطئه سراسری روبه‌رو می‌شوند و مجبورند از یکدیگر محافظت کنند. شخصیت‌های دیگر داستان کال همپتون، دوست پارانوئیدی جیسون؛ بوبی آیک، که یک امپراتوری تجاری را در وایس سیتی اداره می‌کند؛ دری‌کوان پریست، صاحب ناشر موسیقی «Only Raw Records» همراه با بوبی؛ بی-لوکس و راکسی، یک زوج هنری که تحت قرارداد شرکت «Only Raw» به عنوان «Real Dimez» فعالیت می‌کنند؛ رائول باوتیستا، یک سارق بانک باتجربه؛ و برایان هدر، قاچاقچی مواد مخدر و صاحب‌خانه جیسون، هستند.

## توسعه
پس از انتشار اتومبیل‌دزدی بزرگ ۵ در سپتامبر ۲۰۱۳، لسلی بنزیه رئیس راک‌استار نورث گفت که این شرکت «ایده‌هایی» برای بازی بعدی اتومبیل‌دزدی بزرگ دارد. در مارس ۲۰۱۸، اینساید گیمینگ گزارش داد که بازی بعدی این سری با اسم رمز پروژه آمریکا است که عمدتاً در شهر بازسازی شده وایس سیتی اتفاق می‌افتد و دارای یک شخصیت قابل بازی زن است.
وایس سیتی برگرفته از میامی و آمریکای جنوبی است که قبلاً به عنوان شهر بازی اتومبیل‌دزدی بزرگ (۱۹۹۷)، اتومبیل‌دزدی بزرگ: وایس سیتی (۲۰۰۲) و اتومبیل‌دزدی بزرگ: ماجراهای وایس سیتی (۲۰۰۶) استفاده شد.
در آوریل ۲۰۲۰، جیسون شرایر از کوتاکو گزارش داد که بازی در مراحل اولیه توسعه قرار دارد و به عنوان یک نسخه با اندازه متوسط شروع می‌شود و گسترش می‌یابد. زمان برای اجتناب از کرانچ مانند بازی‌های قبلی آن است. در ژوئیه ۲۰۲۱، نویسنده تام هندرسون ادعا کرد که این بازی در وایس سیتی مدرن جریان خواهد داشت که نقشه آن می‌تواند در طول زمان مانند فورتنایت تکامل یابد و تا سال ۲۰۲۵ منتشر نخواهد شد. شرایر دوباره این گزارش‌ها را تأیید کرد. شرایر در ژوئیه ۲۰۲۲ برای بلومبرگ نیوز گزارش داد که این بازی با عنوان اتومبیل‌دزدی بزرگ ۶ در سال ۲۰۱۴ وارد توسعه شده است و دارای دو شخصیت اصلی تحت تأثیر بانی و کلاید از آمریکایی‌های هیسپانیک و لاتین است.
در ۴ فوریه ۲۰۲۲، راک‌استار گیمز تأیید کرد که توسعه یک بازی جدید در این مجموعه «به‌خوبی در حال انجام است و امیدواریم که به‌طور قابل‌توجهی فراتر از آنچه قبلاً ارائه کرده‌ایم حرکت کند». در ژوئیه ۲۰۲۲، راک‌استار اعلام کرد که برای تمرکز روی توسعه بازی جدید اتومبیل‌دزدی بزرگ، رد دد آنلاین به‌روزرسانی‌های مهم بیشتری دریافت نخواهد کرد. پس از اینکه ریمسترهای برنامه‌ریزی‌شده اتومبیل‌دزدی بزرگ ۴ (۲۰۰۸) و رد دد ریدمپشن (۲۰۱۰) به‌دلیل واکنش‌هایی که توسط اتومبیل‌دزدی بزرگ: سه‌گانه – نسخه نهایی (۲۰۲۱) دریافت شد، تعلیق شدند راک‌استار کارمندان خود را بر روی توسعه نسخه جدید اتومبیل‌دزدی بزرگ متمرکز کرده است. در ماه اوت، استراوس زلنیک مدیر اجرایی شرکت مادر راک‌استار تیک-تو اینتراکتیو، گفت که راک‌استار «مصمم است یک بار دیگر معیارهای خلاقانه ای را برای مجموعه، صنعت ما و همه سرگرمی‌ها تعیین کند.» این بازی در نوامبر ۲۰۲۴ موفق به کسب عنوان محبوب‌ترین بازی مورد انتظار در جوایز گلدن جوی‌استیک شد و در دسامبر به عنوان موردانتظارترین بازی در گیم آواردز ۲۰۲۴ شناخته شد.

## تبلیغات
در نوامبر ۲۰۲۳، سم هوسر، رئیس راک‌استار گیمز، اعلام کرد که اولین تریلر بازی در اوایل دسامبر منتشر خواهد شد تا بیست و پنجمین سالگرد تأسیس این شرکت جشن گرفته شود. این اعلامیه در ایکس (توییتر سابق) ظرف پنج ساعت از دو پست قبلی دربارهٔ بازی پیشی گرفت و به پرلایک‌ترین پست مرتبط با بازی در این پلتفرم تبدیل شد. این رکورد بعداً توسط پست راک‌استار که تاریخ انتشار تریلر در ۵ دسامبر را اعلام کرد، با ۱٫۸ میلیون لایک در ۲۴ ساعت شکسته شد. دیگر توسعه‌دهندگان نیز از فرمت این اعلامیه برای تبلیغ تریلرهای خود تقلید کردند. در ۴ دسامبر، نسخه‌ای با کیفیت پایین از تریلر در ایکس لو رفت؛ در واکنش، راک‌استار نسخه رسمی را در یوتیوب منتشر کرد که عنوان بازی، شخصیت‌های اصلی، محیط و بازه زمانی انتشار در سال ۲۰۲۵ برای پلی‌استیشن ۵ و ایکس‌باکس سری اکس و سری اس را نشان می‌داد.
این تریلر در ۱۲ ساعت رکورد بیشترین بازدید روز اول یک ویدیوی غیرموسیقایی در یوتیوب را با ۴۶ میلیون بازدید شکست. در ۲۴ ساعت، با ۹۳ میلیون بازدید، سومین ویدیوی پربازدید یوتیوب شد و با ۸٫۹ میلیون لایک، پرلایک‌ترین تریلر بازی شد. این تریلر در دو روز با ۱۰۱ میلیون بازدید، از کل بازدید تریلر معرفی جی‌تی‌ای وی در سال ۲۰۱۱ پیشی گرفت و تا ژانویه ۲۰۲۴ با ۱۶۸ میلیون بازدید، دومین تریلر پربازدید بازی شد. آهنگ برجسته تریلر، «Love Is a Long Road» از تام پتی، با افزایش نزدیک به ۳۷٬۰۰۰ درصدی استریم در اسپاتیفای، حدود ۲۵۰٬۰۰۰ جستجو در شزم و رتبه دوم در چارت جهانی آی‌تیونز روبرو شد. این تریلر الهام‌بخش بازسازی‌های ساخته‌شده توسط طرفداران در بازی‌های دیگر، به‌صورت Brickfilm و در قالب لایو اکشن توسط تیم رالی جهانی هیوندای شد.
تریلر دوم در ۶ مه ۲۰۲۵ منتشر شد و نام کامل شخصیت‌های اصلی را معرفی کرد. این تریلر شامل آهنگ «Hot Together» از خواهران پوینتر است که استریم آن در اسپاتیفای ۱۸۲٬۰۰۰ درصد افزایش یافت. همچنین آهنگ‌های «Everybody Have Fun Tonight» از وانگ چانگ، «Child Support» از زنگلن و «Talkin' to Myself Again» از تمی وینت در آن استفاده شده است. پس از اینکه برخی بینندگان به‌خاطر کیفیت گرافیکی بالای آن تردید داشتند، راک‌استار تأکید کرد که تریلر از سکانس‌های نمایشی بازی و گیم‌پلی ضبط‌شده روی پلی‌استیشن ۵ تشکیل شده است. همزمان با تریلر، وب‌سایت بازی با ۷۰ اسکرین‌شات و توضیحاتی دربارهٔ شخصیت‌ها و مکان‌ها به‌روزرسانی شد. این تریلر در ۲۴ ساعت بیش از ۴۷۵ میلیون بازدید در تمامی پلتفرم‌ها کسب کرد و رکورد بزرگ‌ترین انتشار ویدیویی را از ددپول و ولورین گرفت.

## لیک‌ها و درز کردن داده‌ها
در ۱۸ سپتامبر ۲۰۲۲، ۹۰ ویدئو که ۵۰ دقیقه از بازی را نشان می‌داد توسط GTAForums لو رفت. شرایر با منابعی در راک‌استار تأیید کرد که این فیلم واقعی است، و گاردین گزارش کرد که چند ویدیو از مرحل در حال توسعه بازی در حدود یک سال بوده است، این فیلم شهر مدرن وایس سیتی را نشان می‌دهد، شامل تست‌های انیمیشن، تست‌های گیم‌پلی، چیدمان‌های سطح و مکالمات بین شخصیت‌ها است و شخصیت‌های قابل بازی، جیسون و لوسیا را به تصویر می‌کشد که وارد باشگاه برهنگی شده و از داینر سرقت می‌کنند. این هکر ادعا کرد که همان شخص پشت اوبر هفته قبل است. آنها ادعا کردند که فایل‌ها را مستقیماً از گروه‌های داخلی راک‌استار اسلک دانلود کرده‌اند. و اینکه آنها، دارایی‌ها و ساخت‌های داخلی بازی جدید اتومبیل‌دزدی بزرگ را در اختیار داشتند، که تهدید به افشای آن کردند.
تیک-تو به انتشار ویدیوها درز اطلاعات میزبانی شده در یوتیوب تحت قانون کپی‌رایت هزاره دیجیتال پاسخ داد، و با گردانندگان GTAForums و ردیت تماس گرفت تا دسترسی به اطلاعات فاش شده را حذف کند. هکر بعداً نوشت که آنها «به دنبال مذاکره برای یک معامله» با راک‌استار یا تیک-تو هستند. چندین روزنامه‌نگار این رویداد را به عنوان یکی از بزرگ‌ترین افشاگری‌ها در تاریخ بازی‌های ویدیویی توصیف کردند. از جمله شرایر، که همچنین آن را «یک کابوس برای راک‌استار گیمز» نامید و پیش‌بینی کرد که انعطاف‌پذیری دورکاری را برای کارمندان محدود می‌کند. گروه جفریز تحلیلگر اندرو اورکویتس آن را یک فاجعه نامید و این که به‌طور بالقوه می‌تواند بازی را به تأخیر بیندازد و بر روحیه کارکنان تأثیر بگذارد، اما بعید است که روی استقبال یا فروش تأثیر بگذارد. «گاردین» خاطرنشان کرد که فیلم فاش شده به دلیل کیفیت آن، با وجود اینکه نماینده محصول نهایی نیست، «توسط کاربران ناآگاه» به‌طور گسترده مورد انتقاد قرار گرفته است. چندین توسعه‌دهنده و مدیر اجرایی با توسعه‌دهندگان راک‌استار از جمله کلیف بلزینسکی، نیل دراکمن، رامی اسماعیل و آلانا پیرس ابراز همدردی کردند.
راک‌استار در ۱۹ سپتامبر افشای اطلاعات را تأیید کرد و آن را به عنوان یک «نفوذ شبکه ای» توصیف کرد و از نحوه نمایش بازی برای اولین بار ابراز ناامیدی کرد، اما این که اثرات بلندمدت روی توسعه را پیش‌بینی نمی‌کرد. Take-Two این بیانیه را تکرار کرد و افزود که اقداماتی برای «منزوی کردن و مهار این حادثه» انجام شده است. قیمت سهام تیک-تو در معاملات پیش از بازار در ۱۹ سپتامبر بیش از شش درصد کاهش یافت. اما در طول ساعات معاملات عادی پس از بیانیه تیک-تو بهبود یافت. اوبر بیانیه‌ای منتشر کرد که در آن پیوندهای احتمالی به نقض امنیتی خود را تأیید کرد و خاطرنشان کرد که با اداره تحقیقات فدرال و وزارت دادگستری ایالات متحده آمریکا کار می‌کرد و معتقد بود هکر وابسته به این سازمان است. گروه سقوط، که گمان می‌رود شرکت‌هایی مانند مایکروسافت، انویدیا و سامسونگ را در سال گذشته هک کرده است.